# Doelregelgeving
Doelregelgeving is een specifiek soort wetgeving, waarin niet is bepaald wat de betrokkene moet doen, maar wat hij moet bereiken. Doelregelgeving wijkt dus af van de gebruikelijke manier van wetgeving (de zogenaamde middelregelgeving), die voorschriften geeft voor de te nemen stappen en niets regelt over het te bereiken doel. Andere termen voor doelregelgeving zijn: outputsturing of - in Engelstalige landen - goal-based regulation.

## Kenmerken van doelregelgeving
1. In het voorschrift ligt de nadruk op de te bereiken uitkomst (het doel).
2. De betrokkene heeft de vrijheid om op zijn eigen wijze de uitkomst van het voorschrift te bereiken; bij hem ligt het initiatief voor de aanpak om tot de uitkomst te komen, en niet bij de wetgever.
3. Er worden geen – of slechts in beperkte mate – specifieke handelingen voorgeschreven.

Naarmate deze drie kenmerken sterker aanwezig zijn, zal ook eerder sprake zijn van doelregelgeving.
Een voorbeeld van doelregelgeving is ontleend aan de voorschriften voor binnenvaartschepen: “Het ten hoogste toegestane niveau van de geluidsdruk in de machinekamers bedraagt 110 dB(A).”   (artikel 3.04, zevende lid, Reglement onderzoek schepen op de Rijn 1995). De scheepsbouwer en de eigenaar van het schip zijn er in dit voorbeeld verantwoordelijk voor dat de geluidsdruk beperkt is; hoe zij dat willen bereiken is hun eigen zaak: daarvoor worden geen voorschriften gegeven.

## Soorten doelregelgeving
Een belangrijk onderscheid is dat tussen een concreet en een meer abstract doelvoorschrift. De eerste categorie bevat een grenswaarde, waarvan  eenduidig is vast te stellen of eraan is voldaan: dit is een kwantitatieve doelstelling. Dat is aan de orde als de overheid op prestatie wenst te sturen en eenduidige, in cijfers uitgedrukte doelen (targets) worden geformuleerd, die de normadressaat moet zien te bereiken. Het hierboven aangehaalde voorschrift over maximale geluidsdruk is daarvan een voorbeeld. De tweede  categorie, de kwalitatieve doelstelling, kent een meer open norm. Een voorbeeld hiervan is: “Het onderwijs wordt zodanig ingericht dat de leerlingen een ononderbroken ontwikkelingsproces kunnen doorlopen.”
(artikel 8, eerste lid, Wet op het primair onderwijs). Bij een dergelijke open norm spreken we van een zorgplicht.

## Motieven voor doelregelgeving
Aan de toepassing van doelregelgeving liggen vooronderstelde voordelen of motieven ten grondslag, die de regelgever hanteert als hij besluit over te gaan tot doelregelgeving. Een belangrijk motief is het vergroten van de eigen inbreng van degene tot wie de norm zich richt. De achterliggende gedachte is dat belanghebbenden zelf de situatie in de praktijk het best kennen. Hun professionaliteit en hun kennis van de concrete omstandigheden kunnen door doelregelgeving beter tot uitdrukking worden gebracht. De kans op maatwerk en flexibiliteit wordt daarmee vergroot. Verder wordt de innovatie erdoor bevorderd en de concurrentie gestimuleerd. Door grotere handelingsvrijheid kan de betrokkene beter aansluiting vinden bij zijn eigen (bedrijfs)processen, hetgeen een economisch voordeel betekent.  Een ander motief is het belang, zowel voor de regelgever als voor degene tot wie de norm is gericht, dat doelregelgeving niet steeds behoeft te worden aangepast aan technische en andere ontwikkelingen.  

## Succesfactor
Doelregelgeving kan alleen maar een succes zijn, als degenen tot wie het voorschrift zich richt, deskundig genoeg zijn om te weten hoe ze het gestelde doel kunnen bereiken. Bovendien moeten zij zoveel affiniteit met het voorschrift hebben, dat zij bereid zijn het vrijwillig na te leven. Het voorschrift moet aansluiten bij hun belangen en passen bij hun professionaliteit. En ook de handhavers (de toezichthouders) moeten een behoorlijke mate van deskundigheid hebben om te kunnen beoordelen of de betrokkenen op een goede wijze aan de gestelde doelvoorschriften toepassing geven.